# 섬안로
섬안로(Seoman-ro)는 대한민국 경상북도 포항시 남구 괴동동에서 연일읍 오천리, 대도동을 거쳐 연결하는 도로이다.
2009년 12월 1일 도로명 주소 사업에 인해 섬안로로 지정되었다.

## 노선 구간
- 삼거리 명칭 미상
  - 대송로
- 사거리 명칭 미상
  - 섬안로45번길, 섬안로46번길
- 사거리 명칭 미상
  - 형산강남로
- 송내교
- 섬안큰다리
- 사거리 명칭 미상
  - 형산강북로
    - 포항야구장
    - 포항시민볼링장
- 시민볼링장앞
  - 희망대로

## 차로수
- 왕복 6차로